# República Federal de Yugoslavia
La República Federativa de Yugoslavia fue un Estado en Europa formado por las repúblicas federadas de Montenegro y Serbia que existió desde el 27 de abril de 1992 hasta el 4 de febrero de 2003 cuando fue reconstituido y renombrado como Serbia y Montenegro, auspiciado por presiones extranjeras. La República Federativa de Yugoslavia fue el sucesor legal de la disuelta República Federativa Socialista de Yugoslavia.

## Historia

### Formación

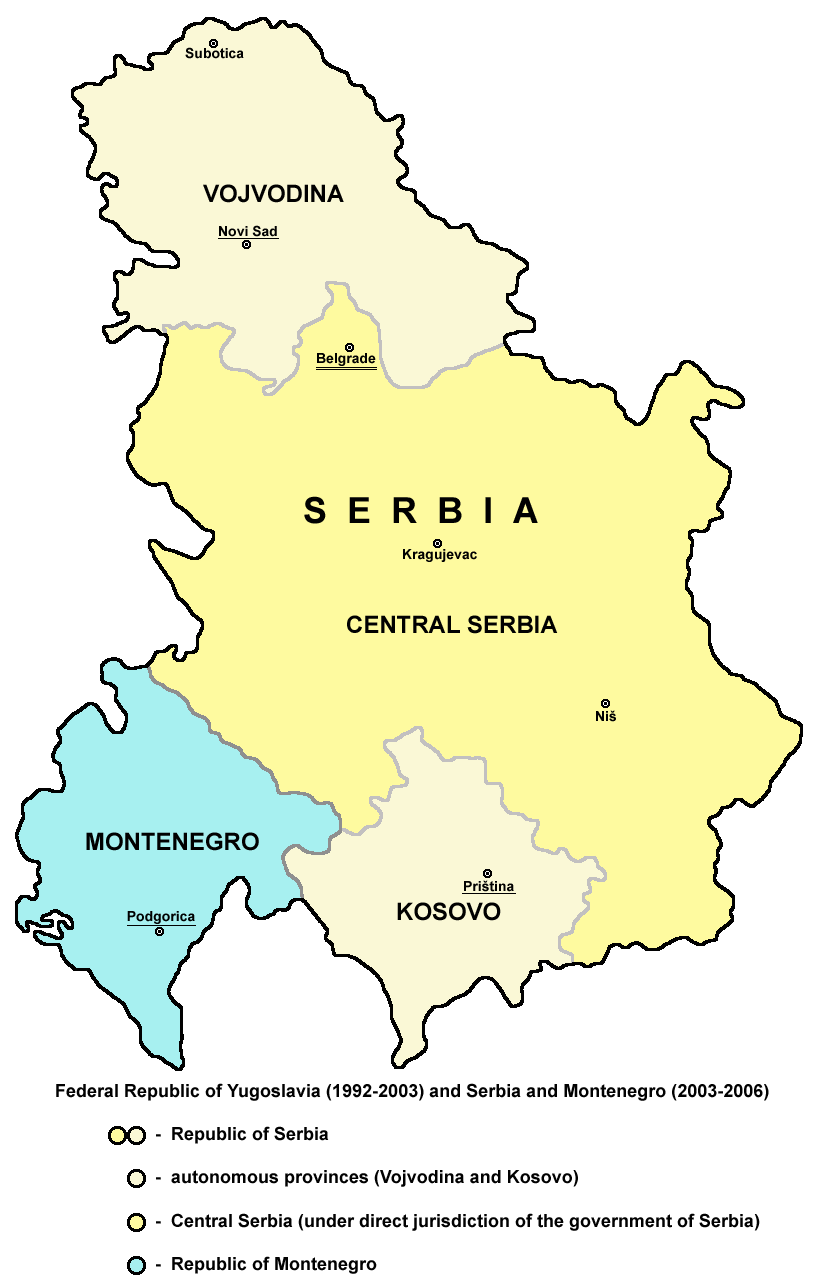
Distintos territorios que componían la RF Yugoslava.

A partir de 1991, cuatro de las repúblicas integrantes de la República Federativa Socialista de Yugoslavia: Eslovenia, Croacia, Macedonia y Bosnia-Herzegovina iniciaron procesos de independencia del estado federal yugoslavo. Este hecho propició el inicio de una serie de crueles enfrentamientos bélicos, denominados Guerras Yugoslavas.
Las repúblicas favorables al mantenimiento del antiguo estado (Serbia y Montenegro) se organizaron entonces como República Federal de Yugoslavia y, aunque intentó ser el sucesor legal de la antigua Yugoslavia, los miembros de la Organización del Tratado del Atlántico Norte (OTAN) no lo reconocieron como tal.
La guerra de secesión que había mantenido con Bosnia desde inicio de la década finalizó en los Acuerdos de Dayton de 1995, firmados por Slobodan Milošević, Franjo Tuđman y Alija Izetbegović.
En un referéndum celebrado en Montenegro en 1992, el 95,66% de los votos eran favorables a mantener el lazo de unión con la república de Serbia. La participación en estas votaciones fue de solo el 66%, cifra que señala el boicot realizado por las minorías católica y musulmana y por los ciudadanos que apoyaban la independencia. Estos sectores se quejaron de que el referéndum se había organizado bajo condiciones no democráticas y que el gobierno central se había encargado de controlar la campaña electoral.
En 1996, bajo el gobierno de Milo Đukanović, las relaciones entre las dos repúblicas empeoraron, a pesar de los cambios políticos que se estaban llevando a cabo en Serbia. Como consecuencia, la cúpula política montenegrina tomó la decisión de establecer una política económica propia e instaurar el marco alemán como moneda oficial, divisa sustituida más tarde por el euro.
En 1999, la OTAN inició una campaña de bombardeos en la entonces provincia yugoslava de Kosovo, que, al intentar separarse de la república yugoslava de Serbia, inició la guerra de Kosovo. Las persecuciones étnicas sufridas por la población civil durante la guerra originó que se creara el Tribunal Internacional en La Haya para perseguir los crímenes de guerra cometidos. Kosovo quedó bajo administración de la Organización de las Naciones Unidas (ONU) y, aunque formalmente era parte de Serbia y, por tanto, de Yugoslavia, se esperaba que un futuro plebiscito le otorgase la autonomía.
En el 2000, Yugoslavia fue finalmente admitida de nuevo en la ONU, después de años de suspensión. Por otro lado, en 2003 el gobierno decidió cambiar la estructura del estado y enterrar definitivamente el nombre de Yugoslavia, que se sustituyó por Serbia y Montenegro.

### Separación definitiva
En 2002 los gobiernos de los dos entes que forman la federación llegaron a un nuevo acuerdo con el propósito de mejorar la cooperación entre ambas. El 4 de febrero de 2003 se aprobó una nueva carta constitucional y el estado fue reestructurado. Además, se cambió el nombre por el de Serbia y Montenegro. Sin embargo, diversos grupos comenzaron a presionar por la independencia de Montenegro, la cual se aprobó a través de un plebiscito realizado el 21 de mayo de 2006 por un 55,5% de los votantes. Finalmente, el Parlamento de Montenegro proclamó la independencia del estado el 3 de junio de 2006. El estado fue reconocido en los días posteriores por diversos estados del mundo, incluyendo Serbia, el 15 de junio y, finalmente, ingresó como el 192.º miembro de la ONU el 28 de junio.
En años recientes, tanto Serbia como Montenegro han adelantado contactos para iniciar negociaciones con la Unión Europea con el objeto de buscar el ingreso de ambos estados como miembros de esta organización continental.